# Lloyd Bradley
Pour les articles homonymes, voir Bradley.
Lloyd Bradley (né le 21 janvier 1955) est un journaliste musical et écrivain britannique.

## Biographie
Né à Londres de parents jamaïcains récemment immigrés, Bradley a découvert la musique jamaïcaine pendant son adolescence, alors qu'il fréquentait les sound systems du nord de Londres, et a créé le sien, appelé « Dark Star System », à la fin des années 1970.
Il a travaillé sur plusieurs magazines à leurs débuts, dont Q et Empire pour Emap Metro, et a lancé Big! pour la même société. Avec Mat Snow, il a développé Maxim pour Dennis Publishing, et a travaillé au lancement du magazine Encore en 1994 pour Haymarket. Il a ensuite rejoint GQ en tant que rédacteur en chef, puis a rejoint en 2003 la société américaine Rodale en tant que conseiller éditorial pour les magazines Men's Health et Runner's World.
Bradley est actuellement journaliste et conseiller indépendant pour de nombreuses publications. Il développe une série de guides internationaux sur le jogging en ville, ainsi que des livres sur la santé et le fitness. Il travaille également sur une biographie de George Clinton, qui replace la P-Funk dans son contexte socio-politique. Ses articles ont été publiés dans NME, le magazine Black Music, The Guardian et Mojo, entre autres.
Son livre de 2001 Bass Culture (publié en France en 2005 par les Éditions Allia, traduction de Manuel Rabasse) est considéré comme l'un des plus importants sur la musique reggae. Il a été producteur associé sur la série Reggae: The Story of Jamaican Music de la BBC2. Son livre le plus récent, Sounds Like London: 100 Years of Black Music in the Capital, publié en 2013, a été accueilli favorablement par la critique,,,.
Lloyd Bradley a également reçu une formation classique de chef cuisinier.

## Publications
- (en) Rock Year Book Vol. 9, Virgin Books, 1988.  (ISBN 0-86369-278-8)
- (en) Rock Yearbook, St Martin's Press, UK, 1989.  (ISBN 0-312-02134-8)
- (en) Avec Gary Glitter, Leader: The Autobiography of Gary Glitter, London: Ebury Press, 1991,  (ISBN 978-0852239773)
- (en) Soul on CD: The Essential Guide, 1994, Kyle Cathie Ltd, UK,  (ISBN 1-85626-162-X)
- (en) Reggae on CD: The Essential Guide, première édition, Trafalgar Square Publishing, UK, 1996,  (ISBN 1-85626-177-8)
- (en) Rod Stewart: Every Picture Tells a Story, London Bridge, UK, 1999.  (ISBN 1-85410-657-0)
- (en) Reggae: The Story of Jamaican Music, photographies de Dennis Morris, BBC Books, UK, 2001.  (ISBN 0-563-48807-7)
- Bass Culture: Quand le Reggae était roi ((en) Bass Culture: When Reggae Was King, Penguin Books Ltd, UK, 2001.  (ISBN 0-14-023763-1)), Éditions Allia, traduction de Manuel Rabasse, 2005  (ISBN 2-84485-174-6).
- (en) The Rough Guide To Running, Rough Guide, 2007.  (ISBN 978-1-84353-909-4)
- (en) The Rough Guide to Men's Health, Rough Guide, 2009.  (ISBN 978-1-84836-004-4)
- (en) Sounds Like London: 100 Years of Black Music in the Capital, London: Serpent's Tail, 2013.  (ISBN 978-1846687617)
- (en) Avec Ian Wright, A Life in Football: My Autobiography, London: Constable, 2016,  (ISBN 978-1472123589)
- (en) Avec Marcia Barrett, Forward: My Life With and Without Boney M., Constable, 2018,  (ISBN 978-1472124425)

## notes et références
- (en) Cet article est partiellement ou en totalité issu de l’article de Wikipédia en anglais intitulé « Lloyd Bradley » (voir la liste des auteurs).

1. 1 2  Review "Bass Culture: When Reggae Was King by Lloyd Bradley Bradley", reggaezine.co
2. ↑  Ian Thomson, "Sounds Like London by Lloyd Bradley, review" ("a lively history of the enduring impact of black music on British life"), The Telegraph, 22 September 2013.
3. ↑  Sukhdev Sandhu, "Sounds Like London by Lloyd Bradley – review" ("A welcome homage to London's black musicians covers the styles that other surveys miss"), The Guardian, 22 August 2013.
4. ↑  Margaret Busby, "Book review: Sounds Like London: 100 Years Of Black Music In The Capital, By Lloyd Bradley" ("This survey of the capital's black music-makers is not just a fine anthology but also social history"), The Independent, 20 September 2013.
5. ↑  Bim Adewunmi, "Sounds Like London by Lloyd Bradley: An intensive, lovingly written account of 100 years of black music in the capital", New Statesman, 22 August 2013.
6. ↑  Lloyd Bradley biography, Sounds Like London website.